# Lokkisaari (ö i Norra Karelen, Pielisen Karjala, lat 63,69, long 28,81)
Lokkisaari är en ö i Finland. Den ligger i sjön Valtimojärvi och i kommunen Valtimo i den ekonomiska regionen  Pielinen-Karelen  och landskapet Norra Karelen, i den centrala delen av landet, 400 km nordost om huvudstaden Helsingfors. Öns area är 1,7 hektar och dess största längd är 240 meter i sydöst-nordvästlig riktning.